# Lista odcinków serialu Detektyw Monk
Poniżej znajduje się lista odcinków serialu Detektyw Monk emitowanego przez USA Network w latach 2002-2009.

## Podsumowanie
| Seria | Seria               | Liczba odcinków | Czas emisji |
| ----- | ------------------- | --------------- | ----------- |
|       | Sezon 1 (2002)      | 13              | 2002        |
|       | Sezon 2 (2003-2004) | 16              | 2003–2004   |
|       | Sezon 3 (2004-2005) | 16              | 2004–2005   |
|       | Sezon 4 (2005-2006) | 16              | 2005–2006   |
|       | Sezon 5 (2006-2007) | 16              | 2006–2007   |
|       | Sezon 6 (2007-2008) | 16              | 2007–2008   |
|       | Sezon 7 (2008-2009) | 16              | 2008–2009   |
|       | Sezon 8 (2009-2010) | 16              | 2009        |

## Odcinki

### Sezon 1 (2002)
| Lp. | Tytuł oryginalny                     | Tytuł polski                    | Premiera             | Numer w serii |
| --- | ------------------------------------ | ------------------------------- | -------------------- | ------------- |
| 001 | Mr. Monk and the Candidate           | Monk i kandydat na burmistrza   | 12 lipca 2002        | #1.01         |
| 002 | Mr. Monk and the Candidate           | Monk i kandydat na burmistrza   | 12 lipca 2002        | #1.02         |
| 003 | Mr. Monk and the Psychic             | Monk i jasnowidzka              | 19 lipca 2002        | #1.03         |
| 004 | Mr. Monk Meets Dale the Whale        | Monk i Dale Kaszalot            | 26 lipca 2002        | #1.04         |
| 005 | Mr. Monk Goes to the Carnival        | Monk w Wesołym Miasteczku       | 2 sierpnia 2002      | #1.05         |
| 006 | Mr. Monk Goes to the Asylum          | Monk w szpitalu psychiatrycznym | 9 sierpnia 2002      | #1.06         |
| 007 | Mr. Monk and the Billionaire Mugger  | Monk i miliarder bandyta        | 16 sierpnia 2002     | #1.07         |
| 008 | Mr. Monk and the Other Woman         | Monk i inna Kobieta             | 23 sierpnia 2002     | #1.08         |
| 009 | Mr. Monk and the Marathon Man        | Monk i maratończyk              | 13 września 2002     | #1.09         |
| 010 | Mr. Monk Takes a Vacation            | Monk na wakacjach               | 20 września 2002     | #1.10         |
| 011 | Mr. Monk and the Earthquake          | Monk i trzęsienie ziemi         | 4 października 2002  | #1.11         |
| 012 | Mr. Monk and the Red-Headed Stranger | Monk i nieznajomy rudzielec     | 11 października 2002 | #1.12         |
| 013 | Mr. Monk and the Airplane            | Monk w samolocie                | 18 października 2002 | #1.13         |

### Sezon 2 (2003-2004)
| Lp. | Tytuł oryginalny                   | Tytuł polski                 | Premiera         | Numer w serii |
| --- | ---------------------------------- | ---------------------------- | ---------------- | ------------- |
| 014 | Mr. Monk Goes Back to School       | Monk wraca do szkoły         | 20 czerwca 2003  | #2.01         |
| 015 | Mr. Monk Goes to Mexico            | Monk jedzie do Meksyku       | 27 czerwca 2003  | #2.02         |
| 016 | Mr. Monk Goes to the Ballgame      | Monk idzie na mecz           | 11 lipca 2003    | #2.03         |
| 017 | Mr. Monk Goes to the Circus        | Monk w cyrku                 | 18 lipca 2003    | #2.04         |
| 018 | Mr. Monk and the Very Very Old Man | Monk i bardzo stary człowiek | 25 lipca 2003    | #2.05         |
| 019 | Mr. Monk Goes to the Theater       | Monk w teatrze               | 1 sierpnia 2003  | #2.06         |
| 020 | Mr. Monk and the Sleeping Suspect  | Monk i podejrzany w śpiączce | 8 sierpnia 2003  | #2.07         |
| 021 | Mr. Monk Meets the Playboy         | Monk poznaje playboya        | 15 sierpnia 2003 | #2.08         |
| 022 | Mr. Monk and the 12th Man          | Monk i ten dwunasty          | 22 sierpnia 2003 | #2.09         |
| 023 | Mr. Monk and the Paperboy          | Monk i gazeciarz             | 16 stycznia 2004 | #2.10         |
| 024 | Mr. Monk and the Three Pies        | Monk i trzy ciasta           | 23 stycznia 2004 | #2.11         |
| 025 | Mr. Monk and the TV Star           | Monk i gwiazda telewizji     | 30 stycznia 2004 | #2.12         |
| 026 | Mr. Monk and the Missing Granny    | Monk i zaginiona babcia      | 6 lutego 2004    | #2.13         |
| 027 | Mr. Monk and the Captain's Wife    | Monk i żona kapitana         | 13 lutego 2004   | #2.14         |
| 028 | Mr. Monk Gets Married              | Monk się żeni                | 27 lutego 2004   | #2.15         |
| 029 | Mr. Monk Goes to Jail              | Monk idzie do więzienia      | 5 marca 2004     | #2.16         |

### Sezon 3 (2004-2005)
| Lp. | Tytuł oryginalny                       | Tytuł polski              | Premiera         | Numer w serii |
| --- | -------------------------------------- | ------------------------- | ---------------- | ------------- |
| 030 | Mr. Monk Takes Manhattan               | Monk na Manhattanie       | 18 czerwca 2004  | #3.01         |
| 031 | Mr. Monk and the Panic Room            | Monk w schronie           | 25 czerwca 2004  | #3.02         |
| 032 | Mr. Monk and the Blackout              | Monk i brak prądu         | 9 lipca 2004     | #3.03         |
| 033 | Mr. Monk Gets Fired                    | Monk traci pracę          | 16 lipca 2004    | #3.04         |
| 034 | Mr. Monk Meets the Godfather           | Monk i ojciec chrzestny   | 23 lipca 2004    | #3.05         |
| 035 | Mr. Monk and the Girl Who Cried Wolf   | Monk i fałszywy alarm     | 30 lipca 2004    | #3.06         |
| 036 | Mr. Monk and the Employee of the Month | Monk i pracownik miesiąca | 6 sierpnia 2004  | #3.07         |
| 037 | Mr. Monk and the Game Show             | Monk i teleturniej        | 13 sierpnia 2004 | #3.08         |
| 038 | Mr. Monk Takes His Medicine            | Monk bierze lekarstwo     | 20 sierpnia 2004 | #3.09         |
| 039 | Mr. Monk and the Red Herring           | Monk i temat zastępczy    | 21 stycznia 2005 | #3.10         |
| 040 | Mr. Monk vs. the Cobra                 | Monk i Cobra              | 28 stycznia 2005 | #3.11         |
| 041 | Mr. Monk Gets Cabin Fever              | Monk w ukryciu            | 4 lutego 2005    | #3.12         |
| 042 | Mr. Monk Gets Stuck in Traffic         | Monk w korku              | 11 lutego 2005   | #3.13         |
| 043 | Mr. Monk Goes to Vegas                 | Monk jedzie do Vegas      | 18 lutego 2005   | #3.14         |
| 044 | Mr. Monk and the Election              | Monk i wybory             | 25 lutego 2005   | #3.15         |
| 045 | Mr. Monk and the Kid                   | Monk i dzieciak           | 4 marca 2005     | #3.16         |

### Sezon 4 (2005-2006)
| Lp. | Tytuł oryginalny                    | Tytuł polski               | Premiera         | Numer w serii |
| --- | ----------------------------------- | -------------------------- | ---------------- | ------------- |
| 046 | Mr. Monk and the Other Detective    | Monk i drugi detektyw      | 8 lipca 2005     | #4.01         |
| 047 | Mr. Monk Goes Home Again            | Monk wraca do domu         | 15 lipca 2005    | #4.02         |
| 048 | Mr. Monk Stays in Bed               | Monk kładzie się do łóżka  | 22 lipca 2005    | #4.03         |
| 049 | Mr. Monk Goes to the Office         | Monk idzie do biura        | 29 lipca 2005    | #4.04         |
| 050 | Mr. Monk Gets Drunk                 | Monk się upija             | 5 sierpnia 2005  | #4.05         |
| 051 | Mr. Monk and Mrs. Monk              | Pan i Pani Monk            | 12 sierpnia 2005 | #4.06         |
| 052 | Mr. Monk Goes to a Wedding          | Monk na ślubie             | 19 sierpnia 2005 | #4.07         |
| 053 | Mr. Monk and Little Monk            | Monk i Mały Monk           | 26 sierpnia 2005 | #4.08         |
| 054 | Mr. Monk and the Secret Santa       | Monk i tajemniczy mikołaj  | 2 grudnia 2005   | #4.09         |
| 055 | Mr. Monk Goes to a Fashion Show     | Monk na pokazie mody       | 13 stycznia 2006 | #4.10         |
| 056 | Mr. Monk Bumps His Head             | Monk obrywa w głowę        | 20 stycznia 2006 | #4.11         |
| 057 | Mr. Monk and the Captain's Marriage | Monk i małżeństwo Kapitana | 27 stycznia 2006 | #4.12         |
| 058 | Mr. Monk and the Big Reward         | Monk i duża nagroda        | 3 lutego 2006    | #4.13         |
| 059 | Mr. Monk and the Astronaut          | Monk i astronauta          | 3 marca 2006     | #4.14         |
| 060 | Mr. Monk Goes to the Dentist        | Monk u dentysty            | 10 marca 2006    | #4.15         |
| 061 | Mr. Monk Gets Jury Duty             | Monk na ławie przysięgłych | 17 marca 2006    | #4.16         |

### Sezon 5 (2006-2007)
| Lp. | Tytuł oryginalny                         | Tytuł polski                      | Premiera          | Numer w serii |
| --- | ---------------------------------------- | --------------------------------- | ----------------- | ------------- |
| 062 | Mr. Monk and the Actor                   | Monk i aktor                      | 7 lipca 2006      | #5.01         |
| 063 | Mr. Monk and the Garbage Strike          | Monk i strajk śmieciarzy          | 14 lipca 2006     | #5.02         |
| 064 | Mr. Monk and the Big Game                | Monk i ważny mecz                 | 21 lipca 2006     | #5.03         |
| 065 | Mr. Monk Can't See a Thing               | Monk traci wzrok                  | 28 lipca 2006     | #5.04         |
| 066 | Mr. Monk, Private Eye                    | Monk prywatny detektyw            | 4 sierpnia 2006   | #5.05         |
| 067 | Mr. Monk and the Class Reunion           | Monk na zjeździe swojego rocznika | 11 sierpnia 2006  | #5.06         |
| 068 | Mr. Monk Gets a New Shrink               | Monk ma nowego psychiatrę         | 18 sierpnia 2006  | #5.07         |
| 069 | Mr. Monk Goes to a Rock Concert          | Monk jedzie na koncert rockowy    | 25 sierpnia 2006  | #5.08         |
| 070 | Mr. Monk Meets His Dad                   | Monk spotyka się z tatą           | 17 listopada 2006 | #5.09         |
| 071 | Mr. Monk and the Leper                   | Monk i trędowaty                  | 22 grudnia 2006   | #5.10         |
| 072 | Mr. Monk Makes a Friend                  | Monk ma przyjaciela               | 19 stycznia 2007  | #5.11         |
| 073 | Mr. Monk Is at Your Service              | Monk do usług                     | 26 stycznia 2007  | #5.12         |
| 074 | Mr. Monk Is on the Air                   | Monk w radiu                      | 2 lutego 2007     | #5.13         |
| 075 | Mr. Monk Visits a Farm                   | Monk jedzie na farmę              | 9 lutego 2007     | #5.14         |
| 076 | Mr. Monk and the Really, Really Dead Guy | Monk i naprawdę martwy trup       | 23 lutego 2007    | #5.15         |
| 077 | Mr. Monk Goes to the Hospital            | Monk idzie do szpitala            | 2 marca 2007      | #5.16         |

### Sezon 6 (2007-2008)
| Lp. | Tytuł oryginalny                    | Tytuł polski               | Premiera         | Numer w serii |
| --- | ----------------------------------- | -------------------------- | ---------------- | ------------- |
| 078 | Mr. Monk and His Biggest Fan        | Monk i wielbicielka        | 13 lipca 2007    | #6.01         |
| 079 | Mr. Monk and the Rapper             | Monk i raperzy             | 20 lipca 2007    | #6.02         |
| 080 | Mr. Monk and the Naked Man          | Monk i nudysta             | 27 lipca 2007    | #6.03         |
| 081 | Mr. Monk and the Bad Girlfriend     | Monk i zła dziewczyna      | 3 sierpnia 2007  | #6.04         |
| 082 | Mr. Monk and the Birds and the Bees | Monk, pszczółki i kwiatki  | 10 sierpnia 2007 | #6.05         |
| 083 | Mr. Monk and the Buried Treasure    | Monk i zakopany skarb      | 17 sierpnia 2007 | #6.06         |
| 084 | Mr. Monk and the Daredevil          | Monk i śmiałek             | 24 sierpnia 2007 | #6.07         |
| 085 | Mr. Monk and the Wrong Man          | Monk i niewiniątko         | 7 września 2007  | #6.08         |
| 086 | Mr. Monk Is Up All Night            | Monk cierpi na bezsenność  | 14 września 2007 | #6.09         |
| 087 | Mr. Monk and the Man Who Shot Santa | Monk i postrzelony Mikołaj | 7 grudnia 2007   | #6.10         |
| 088 | Mr. Monk Joins a Cult               | Monk wstępuje do sekty     | 11 stycznia 2008 | #6.11         |
| 089 | Mr. Monk Goes to the Bank           | Monk idzie do banku        | 18 stycznia 2008 | #6.12         |
| 090 | Mr. Monk and the Three Julies       | Monk i trzy Julie          | 25 stycznia 2008 | #6.13         |
| 091 | Mr. Monk Paints His Masterpiece     | Monk maluje arcydzieło     | 1 lutego 2008    | #6.14         |
| 092 | Mr. Monk Is On The Run (Part 1)     | Monk ucieka (cz. 1)        | 15 lutego 2008   | #6.15         |
| 093 | Mr. Monk Is On The Run (Part 2)     | Monk ucieka (cz. 2)        | 22 lutego 2008   | #6.16         |

### Sezon 7 (2008-2009)
| Lp. | Tytuł oryginalny                | Tytuł polski                       | Premiera          | Numer w serii |
| --- | ------------------------------- | ---------------------------------- | ----------------- | ------------- |
| 094 | Mr. Monk Buys a House           | Monk kupuje dom                    | 18 lipca 2008     | #7.01         |
| 095 | Mr. Monk and The Genius         | Monk i geniusz                     | 25 lipca 2008     | #7.02         |
| 096 | Mr. Monk Gets Lotto Fever       | Monk i gorączka Lotto              | 1 sierpnia 2008   | #7.03         |
| 097 | Mr. Monk Takes a Punch          | Monk i boks                        | 8 sierpnia 2008   | #7.04         |
| 098 | Mr. Monk Is Underwater          | Monk jest pod wodą                 | 15 sierpnia 2008  | #7.05         |
| 099 | Mr. Monk Falls in Love          | Monk się zakochuje                 | 22 sierpnia 2008  | #7.06         |
| 100 | Mr. Monk's 100th Case           | Setna sprawa Monka                 | 5 września 2008   | #7.07         |
| 101 | Mr. Monk Gets Hypnotized        | Monk zahipnotyzowany               | 12 września 2008  | #7.08         |
| 102 | Mr. Monk and the Miracle        | Monk i cud                         | 28 listopada 2008 | #7.09         |
| 103 | Mr. Monk's Other Brother        | Drugi brat Monka                   | 9 stycznia 2009   | #7.10         |
| 104 | Mr. Monk on Wheels              | Monk na wózku                      | 16 stycznia 2009  | #7.11         |
| 105 | Mr. Monk and the Lady Next Door | Monk i sąsiadka                    | 23 stycznia 2009  | #7.12         |
| 106 | Mr. Monk Makes the Playoffs     | Monk w finale/Rozgrywki Pana Monka | 30 stycznia 2009  | #7.13         |
| 107 | Mr. Monk and the Bully          | Monk i łobuz                       | 6 lutego 2009     | #7.14         |
| 108 | Mr. Monk and the Magician       | Monk i magik                       | 13 lutego 2009    | #7.15         |
| 109 | Mr. Monk Fights City Hall       | Monk walczy z ratuszem             | 20 lutego 2009    | #7.16         |

### Sezon 8 (2009)
| Lp. | Tytuł oryginalny                | Tytuł polski             | Premiera             | Numer w serii |
| --- | ------------------------------- | ------------------------ | -------------------- | ------------- |
| 110 | Mr. Monk's Favorite Show        | Ulubiony serial Monka    | 7 sierpnia 2009      | #8.01         |
| 111 | Mr. Monk and the Foreign Man    | Monk i cudzoziemiec      | 14 sierpnia 2009     | #8.02         |
| 112 | Mr. Monk and the UFO            | Monk i UFO               | 21 sierpnia 2009     | #8.03         |
| 113 | Mr. Monk is Someone Else        | Monk jest kimś innym     | 28 sierpnia 2009     | #8.04         |
| 114 | Mr. Monk Takes the Stand        | Monk zeznaje             | 11 września 2009     | #8.05         |
| 115 | Mr. Monk and the Critic         | Monk i krytyk            | 18 września 2009     | #8.06         |
| 116 | Mr. Monk and the Voodoo Curse   | Monk i klątwa voodoo     | 25 września 2009     | #8.07         |
| 117 | Mr. Monk Goes to Group Therapy  | Monk i terapia grupowa   | 9 października 2009  | #8.08         |
| 118 | Happy Birthday, Mr. Monk        | Sto lat, detektywie Monk | 16 października 2009 | #8.09         |
| 119 | Mr. Monk and Sharona            | Monk i Sharona           | 23 października 2009 | #8.10         |
| 120 | Mr. Monk and the Dog            | Monk i pies              | 30 października 2009 | #8.11         |
| 121 | Mr. Monk Goes Camping           | Monk jedzie na biwak     | 6 listopada 2009     | #8.12         |
| 122 | Mr. Monk Is the Best Man        | Monk zostaje drużbą      | 13 listopada 2009    | #8.13         |
| 123 | Mr. Monk and the Badge          | Monk i odznaka           | 20 listopada 2009    | #8.14         |
| 124 | Mr. Monk and the End (part one) | Ostatni odcinek (cz. 1)  | 27 listopada 2009    | #8.15         |
| 125 | Mr. Monk and the End (part two) | Ostatni odcinek (cz. 2)  | 4 grudnia 2009       | #8.16         |